# Gorrochategui
Gorrochategui är en udde i Antarktis. Den ligger i Västantarktis. Argentina, Chile och Storbritannien gör anspråk på området.
Terrängen inåt land är huvudsakligen platt, men den allra närmaste omgivningen är varierad.  Trakten är glest befolkad. Närmaste befolkade plats är Marambio Station, 3,1 kilometer söder om Gorrochategui. 